# آن هانغرفورد
آن هانغرفورد (بالإنجليزية: Anne Hungerford)‏ (1525 - 1603، لوفان في بلجيكا)؛ كاتِبة وشاعرة إنجليزية.